# Liberia na Letnich Igrzyskach Olimpijskich Młodzieży 2010
Liberia na Letnich Igrzyskach Olimpijskich Młodzieży w Singapurze w 2010 reprezentowało 5 sportowców w 3 dyscyplinach.

## Skład kadry

### Kajakarstwo
- Wion Welh

### Lekkoatletyka
- Queenela Jackson

### Pływanie
- Sima Weah
  - 50 m st. dowolnym - 49 miejsce w kwalifikacjach (46.18)
- Mika-Jah Teah
  - 50 m st. dowolnym - 50 miejsce w kwalifikacjach (49.47)
- Josephine Blamo
  - 50 m st. dowolnym - 62 miejsce w kwalifikacjach (1:02.67)
  - 100 m st. dowolnym - DNS